# (1928) Summa
(1928) Summa (aussi nommé 1938 SO) est un astéroïde de la ceinture principale, découvert le 21 septembre 1938 par Yrjö Väisälä à Turku, en Finlande. 
Il a été nommé d'après le village où s'est déroulée la bataille de Summa, lors de la guerre d'Hiver.